# Vũ Quý (xã)
Vũ Quý là một xã thuộc tỉnh Hưng Yên, Việt Nam.

## Địa lý
Xã Vũ Quý nằm ở phía đông nam tỉnh Hưng Yên, có vị trí địa lý:
- Phía đông giáp xã Quang Lịch và xã Kiến Xương.
- Phía tây giáp xã Thư Vũ.
- Phía nam giáp xã Hồng Vũ.
- Phía bắc giáp phường Trần Lãm.

## Lịch sử
Ngày 16 tháng 6 năm 2025, Ủy ban Thường vụ Quốc hội ban hành Nghị quyết số 1666/NQ-UBTVQH15 về việc sắp xếp các đơn vị hành chính cấp xã của tỉnh Hưng Yên năm 2025. Theo đó, sắp xếp toàn bộ diện tích tự nhiên, quy mô dân số của các xã Vũ An, Vũ Ninh, Vũ Trung và Vũ Quý thành xã mới có tên gọi là xã Vũ Quý.